# Sankt Stefan im Gailtal

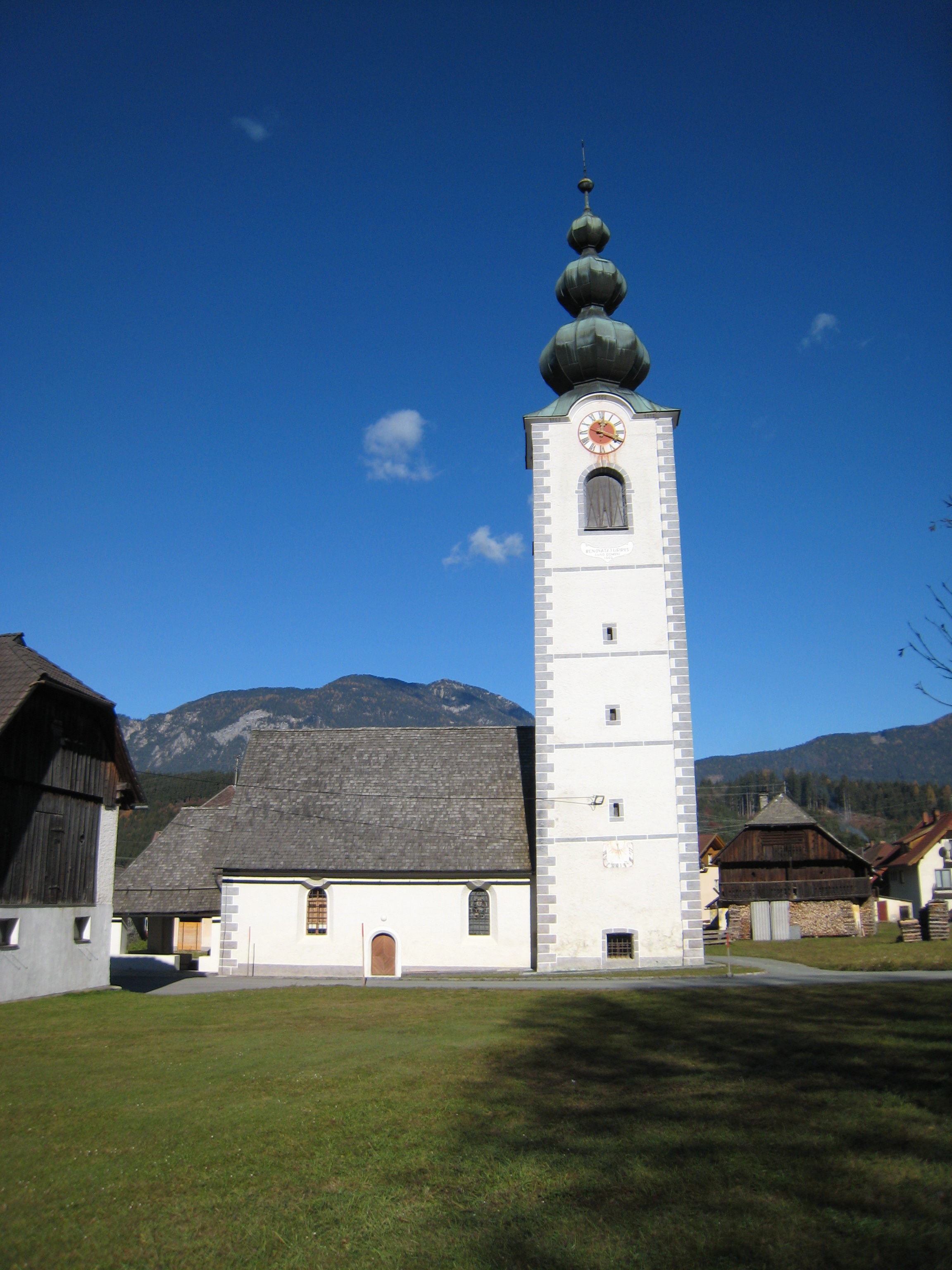
Pfarrkirche Vorderberg

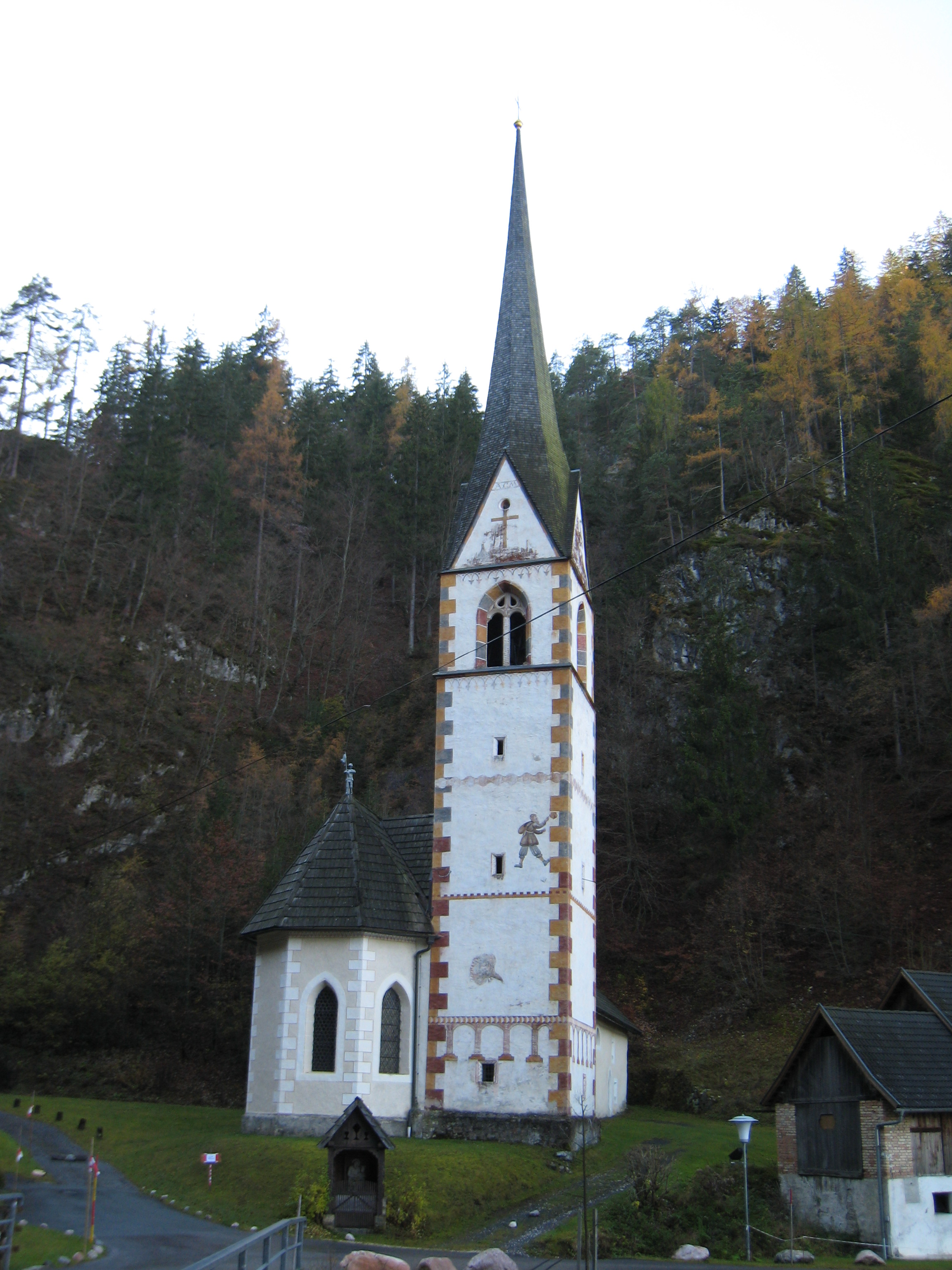
Maria im Graben in Vorderberg

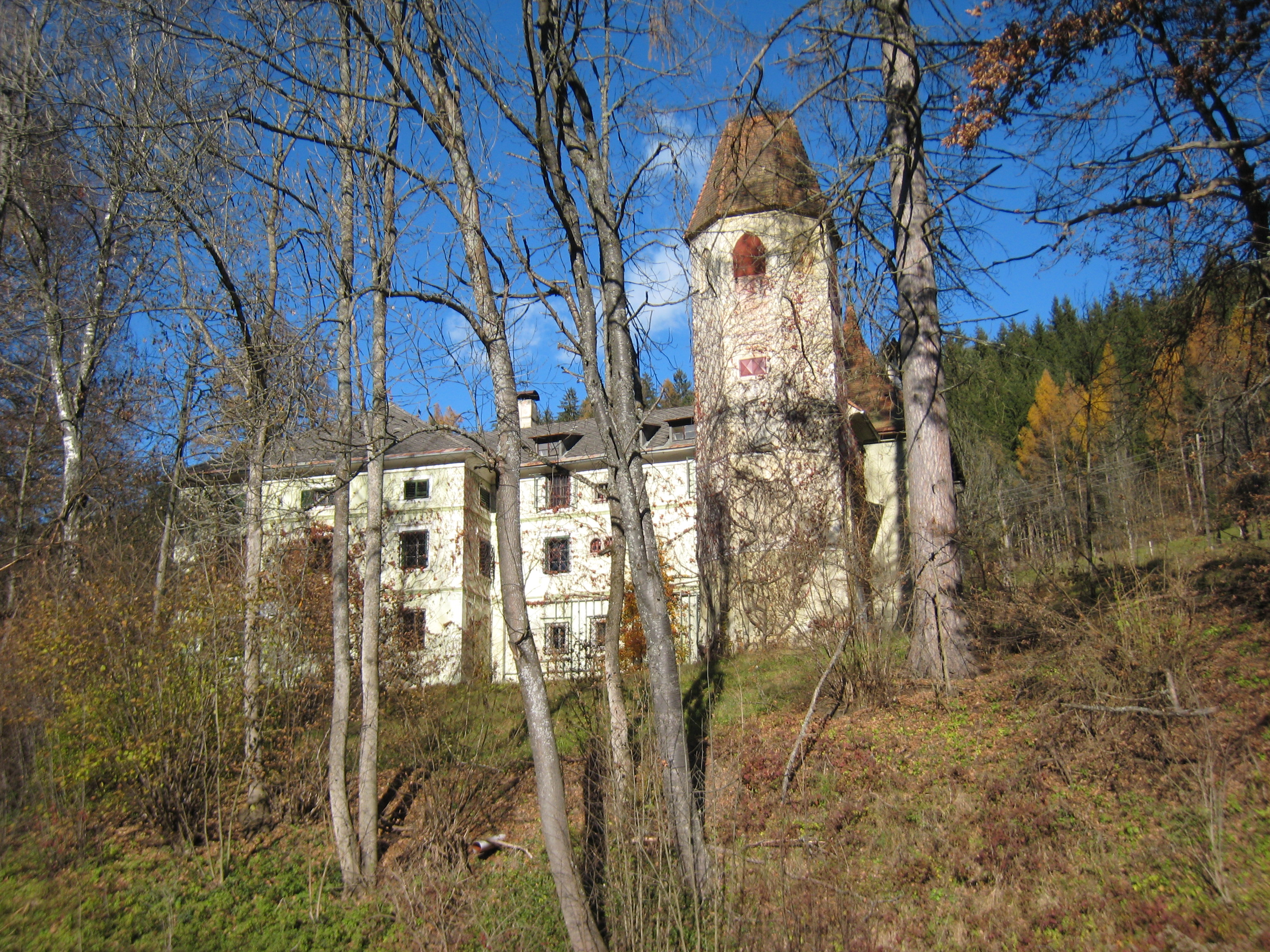
Schloss Bodenhof

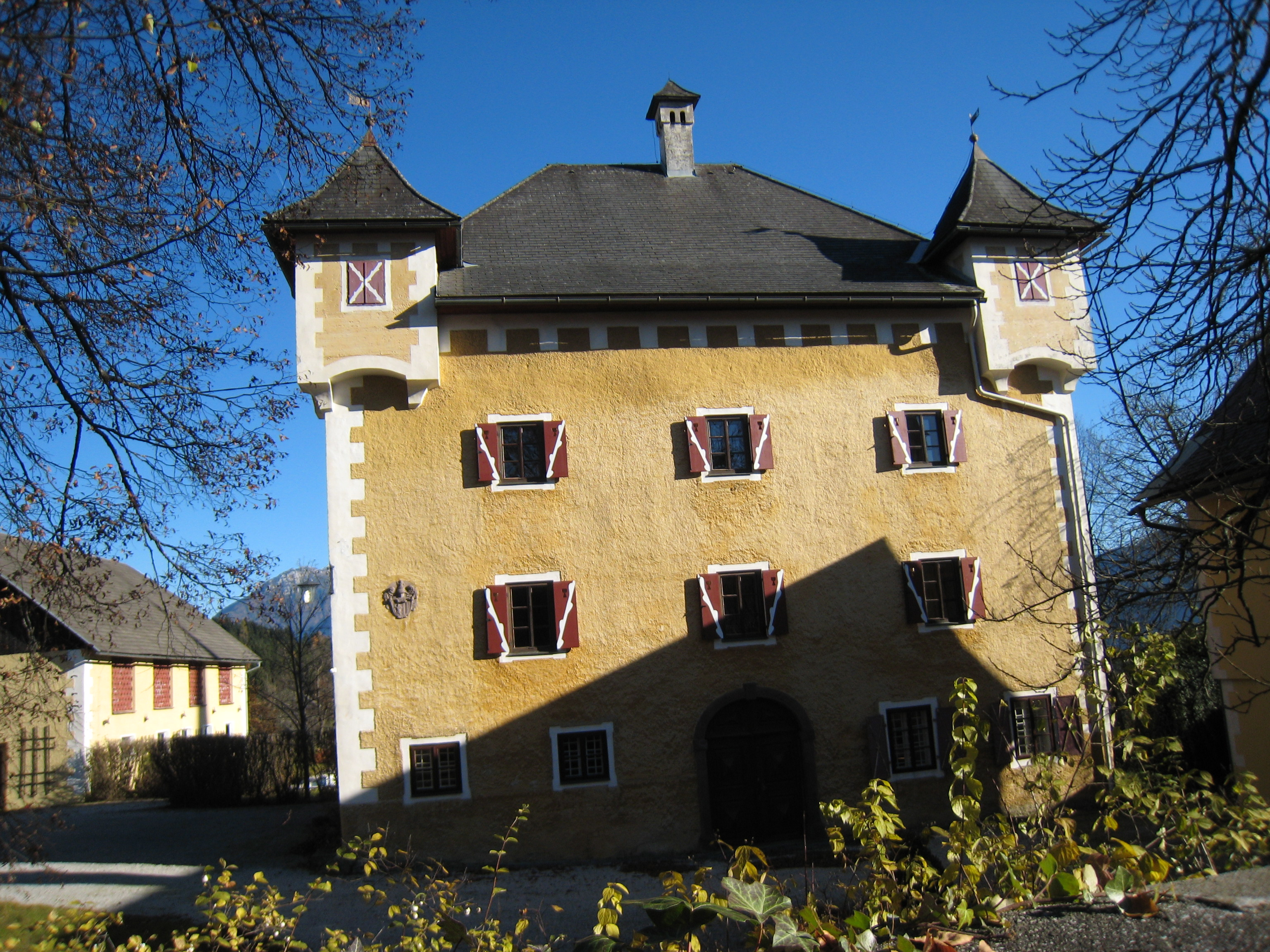
Schloss Greifenstein

St. Stefan im Gailtal (amtlich) (slow.: Štefan na Zilji) ist eine Gemeinde mit 1.551 Einwohnern (Stand 1. Jänner 2025) im Bezirk Hermagor in Österreich, im Bundesland Kärnten.

## Geographie
St. Stefan liegt beidseitig der Gail im Unteren Gailtal zwischen der Hauptkette der Karnischen Alpen mit dem Oisternig (2052 m) im Süden und den Gailtaler Alpen im Norden.

### Gemeindegliederung
Die Gemeinde besteht aus sechs Katastralgemeinden (Fläche Stand 31. Dezember 2023):
- Hadersdorf (178,19 ha)
- Köstendorf (672,69 ha)
- Matschiedl (1.031,6 ha)
- St. Paul (415,75 ha)
- St. Stefan (1.323,06 ha)
- Vorderberg (3.016,86 ha)

Das Gemeindegebiet gliedert sich in 20 Ortschaften (in Klammern der slowenische Ortsname; und die Einwohnerzahl Stand 1. Jänner 2025):
- Bach (Potok; 58)
- Bichlhof (Zvenica; 18)
- Bodenhof (Poden, Na Podnu; 6)
- Dragantschach (Draganče; 55)
- Edling (Kazaze; 76)
- Hadersdorf (Hadre; 76)
- Karnitzen (Krnica; 54)
- Köstendorf (Gostinja vas; 196)
- Latschach (Loče; 18)
- Matschiedl (Močidle; 110)
- Nieselach (Nizale; 7)
- Pölland (Polana; 7)
- Pörtschach (Poreče; 29)
- St. Paul an der Gail (Šenpavel na Zilji; 90)
- St. Stefan an der Gail (Štefan na Zilji; 116)
- Schinzengraben (Senčni Graben; 11)
- Schmölzing (Smolčiče; 99)
- Sussawitsch (Žužače; 118)
- Tratten (Pešišče; 71)
- Vorderberg (Blače; 336)

Eine weitere Ortslage ist der Weiler Huma.

### Nachbargemeinden
|                         | Paternion                                   | Bad Bleiberg          |
| Hermagor-Pressegger See | Kompassrose, die auf Nachbargemeinden zeigt | Nötsch im Gailtal     |
|                         | Malborghetto Valbruna                       | Feistritz an der Gail |

## Geschichte
Die ersten Siedler im mittleren Gailtal waren vermutlich um 600 slawische Einwanderer; später, als Kärnten im 8. Jahrhundert vom Frankenreich einverleibt wurde, hatte dies die Ansiedlung von Bayern und die Christianisierung des Gebiets zur Folge. Die Pfarrkirche in St. Stefan im Gailtal, dem hl. Stephanus geweiht, wurde bereits im 9. Jahrhundert gegründet, eine Kirche wird 1252 erstmals urkundlich erwähnt.
Das mittlere Gailtal gehörte lange zu den Besitzungen des Bistums Bamberg, bis es im 13. Jahrhundert zu Streitigkeiten mit den Grafen von Görz kam, was die Zerstörung der Burg Vorderberg zur Folge hatte. Nach dem Wiederaufbau wurde sie 1460 erneut zerstört und dann nicht mehr aufgebaut. Um 1500 kam das Gailtal teilweise in den Besitz der Habsburger.
Die Geschichte der Gemeinde ist begleitet von zahlreichen Bränden, der auch Aichelburg 1691 endgültig zum Opfer fiel, und Überschwemmungen der Gail.
Ab 1850 wurden in Kärnten die heutigen Ortsgemeinden gegründet. Das heutige Gemeindegebiet deckt sich weitgehend mit dem bis 1848 bestehenden Landgericht Aichelburg, 1850 wurden jedoch zunächst zwei Ortsgemeinden, St. Stefan an der Gail (1.983 Einwohner) und Vorderberg (681 Einwohner), gegründet. Sie wurden mit der Gemeindestrukturreform von 1973 zusammengeschlossen, die gemeinsame Einwohnerzahl war jedoch mittlerweile auf 1.900 gesunken. Vorderberg strebte in der Folge die erneute Selbständigkeit an, konnte aber bei einer Volksbefragung am 9. Dezember 1990 nur 42,1 % der Wahlberechtigten dafür gewinnen. 1993 wurde der Gemeindename in St. Stefan im Gailtal geändert.
Noch 1924 waren die Pfarren St. Stefan/Štefan na Zilji, Vorderberg/Blače und St. Paul/Šentpavel na Zilji slowenische Pfarren, lediglich die Filialkirche in Schloss Bodenhof wurde deutsch geführt.

### Bevölkerungsentwicklung
Laut Volkszählung 2001 hatte St. Stefan 1.777 Einwohner, davon warren 97,0 % österreichische und 1,7 % deutsche Staatsbürger. 91,7 % bekannten sich zur römisch-katholischen, 4,5 % zur evangelischen Kirche und 0,8 % zum Islam. 2,6 % der Bevölkerung waren ohne religiöses Bekenntnis.
| Sankt Stefan im Gailtal: Einwohnerzahlen von 1869 bis 2024 | Sankt Stefan im Gailtal: Einwohnerzahlen von 1869 bis 2024 | Sankt Stefan im Gailtal: Einwohnerzahlen von 1869 bis 2024 | Sankt Stefan im Gailtal: Einwohnerzahlen von 1869 bis 2024 | Sankt Stefan im Gailtal: Einwohnerzahlen von 1869 bis 2024 |
| ---------------------------------------------------------- | ---------------------------------------------------------- | ---------------------------------------------------------- | ---------------------------------------------------------- | ---------------------------------------------------------- |
| Jahr                                                       |                                                            |                                                            |                                                            | Einwohner                                                  |
| 1869                                                       | 1869                                                       |                                                            | 2.680                                                      | 2.680                                                      |
| 1880                                                       | 1880                                                       |                                                            | 2.621                                                      | 2.621                                                      |
| 1890                                                       | 1890                                                       |                                                            | 2.672                                                      | 2.672                                                      |
| 1900                                                       | 1900                                                       |                                                            | 2.534                                                      | 2.534                                                      |
| 1910                                                       | 1910                                                       |                                                            | 2.408                                                      | 2.408                                                      |
| 1923                                                       | 1923                                                       |                                                            | 2.137                                                      | 2.137                                                      |
| 1934                                                       | 1934                                                       |                                                            | 2.150                                                      | 2.150                                                      |
| 1939                                                       | 1939                                                       |                                                            | 1.979                                                      | 1.979                                                      |
| 1951                                                       | 1951                                                       |                                                            | 2.141                                                      | 2.141                                                      |
| 1961                                                       | 1961                                                       |                                                            | 2.112                                                      | 2.112                                                      |
| 1971                                                       | 1971                                                       |                                                            | 1.992                                                      | 1.992                                                      |
| 1981                                                       | 1981                                                       |                                                            | 1.909                                                      | 1.909                                                      |
| 1991                                                       | 1991                                                       |                                                            | 1.893                                                      | 1.893                                                      |
| 2001                                                       | 2001                                                       |                                                            | 1.777                                                      | 1.777                                                      |
| 2011                                                       | 2011                                                       |                                                            | 1.569                                                      | 1.569                                                      |
| 2021                                                       | 2021                                                       |                                                            | 1.579                                                      | 1.579                                                      |
| 2024                                                       | 2024                                                       |                                                            | 1.554                                                      | 1.554                                                      |
| Quelle(n): Statistik Austria, Gebietsstand 1.1.2021        |                                                            |                                                            |                                                            |                                                            |

## Kultur und Sehenswürdigkeiten
- Die Pfarrkirche St. Stefan, urkundlich erstmals 1275 erwähnt und namensgebend für die Ortschaft und die Gemeinde, war ursprünglich eine adlige Eigenkirche.
- Armesünderkreuz, um 1500 errichtet
- Kreuzweg und Kalvarienbergkapelle Schmölzing von 1771 mit Friedhof

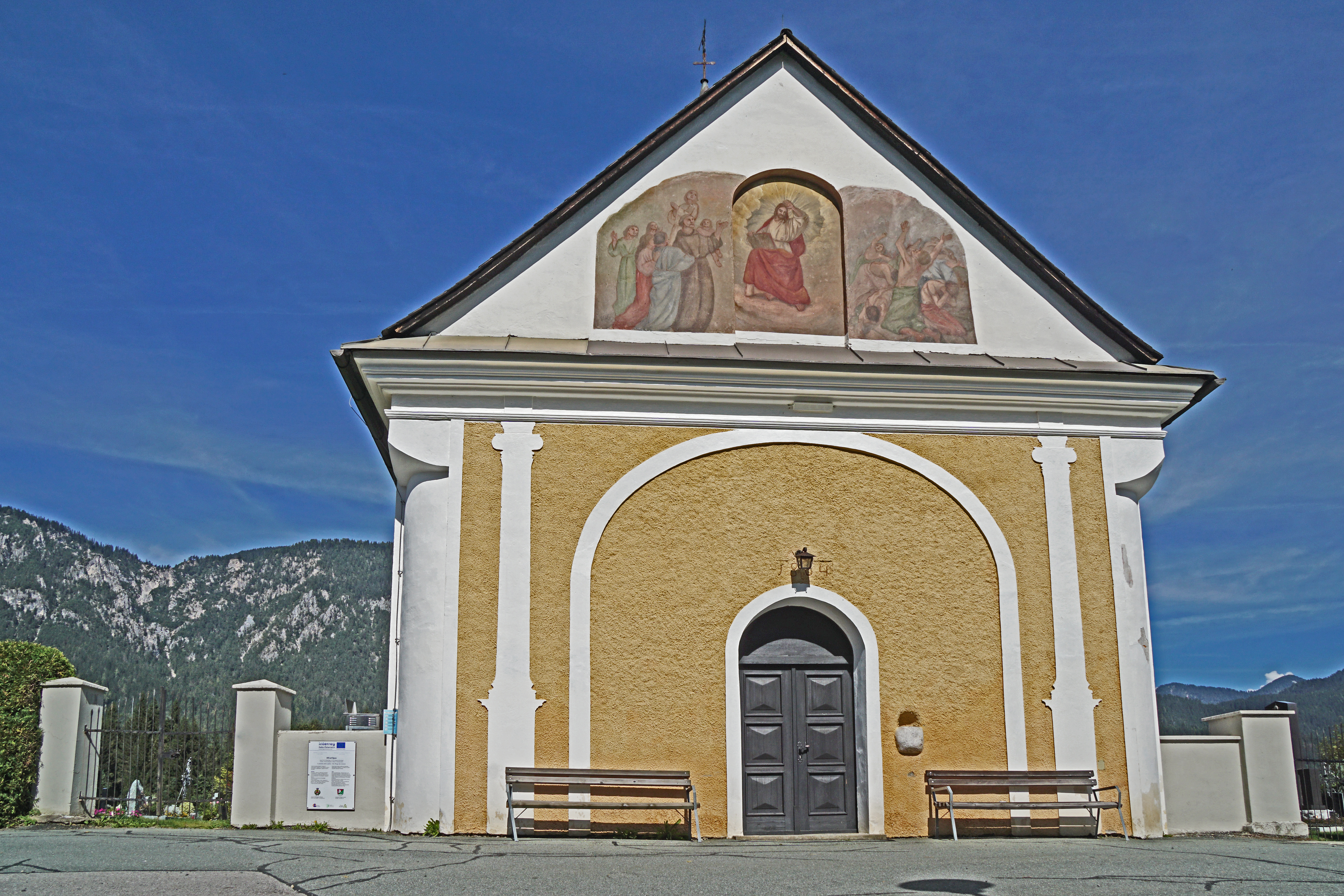
Kalvarienberg-Kapelle, Westfassade
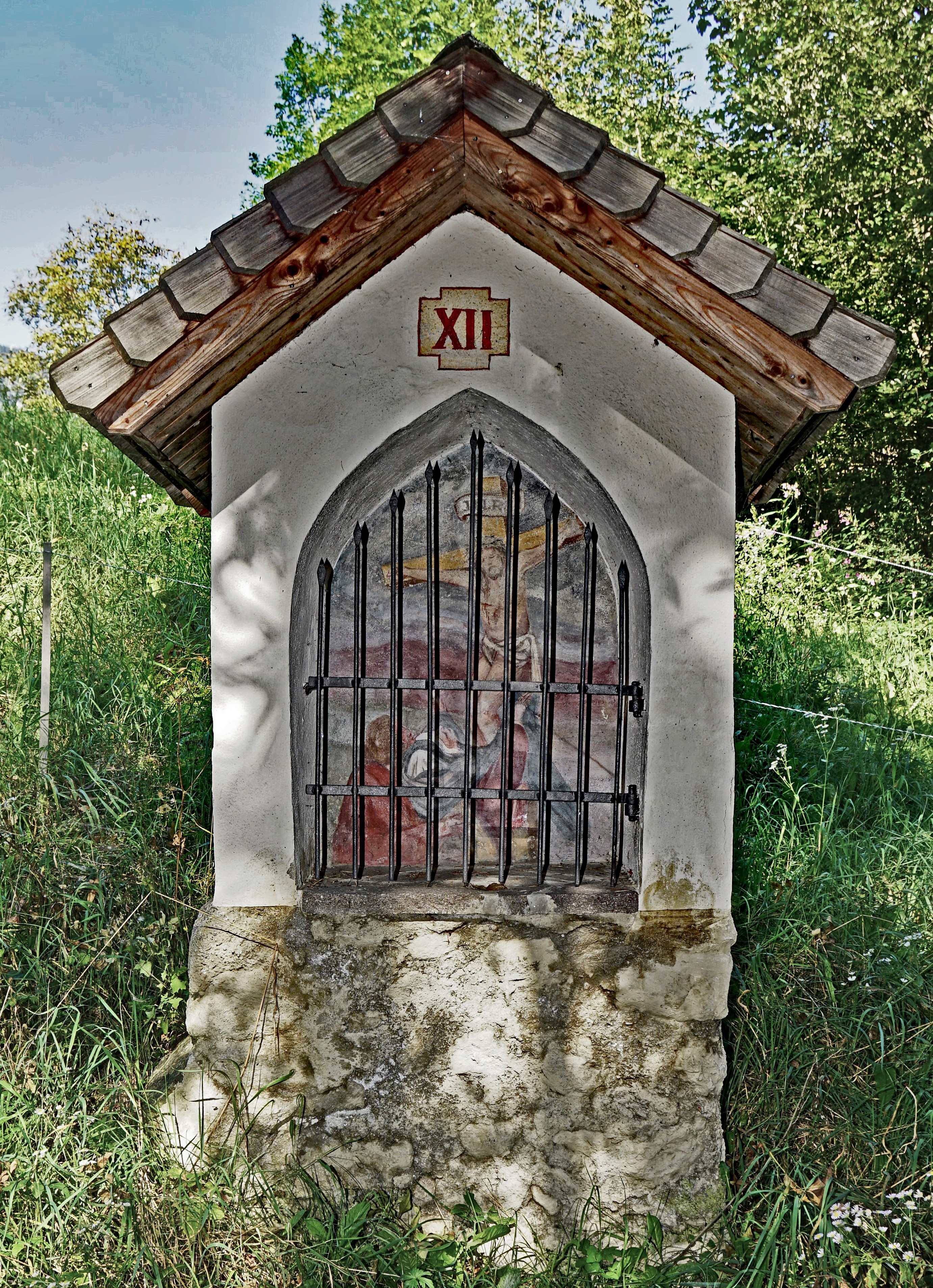
Kreuzwegstation

## Wirtschaft und Infrastruktur

### Wirtschaftssektoren
Von den 192 landwirtschaftlichen Betrieben des Jahres 2010 wurden 25 im Haupt-, 152 im Nebenerwerb, 4 von Personengemeinschaften und 11 von juristischen Personen geführt. Die 152 Nebenerwerbsbauern und die 4 juristischen Personen bewirtschafteten je 39 Prozent der Flächen. Im Produktionssektor arbeiteten 9 Erwerbstätige im Bereich Herstellung von Waren und 7 in der Bauwirtschaft. Die wichtigsten Arbeitgeber des Dienstleistungssektors waren die Bereiche soziale und öffentliche Dienste (56), Beherbergung und Gastronomie (21) und der Handel (14 Mitarbeiter).
| Wirtschaftssektor            | Anzahl Betriebe | Anzahl Betriebe | Anzahl Betriebe | Erwerbstätige | Erwerbstätige | Erwerbstätige |
| Wirtschaftssektor            | 2021            | 2011            | 2001            | 2021          | 2011          | 2001          |
| ---------------------------- | --------------- | --------------- | --------------- | ------------- | ------------- | ------------- |
| Land- und Forstwirtschaft 1) | 60              | 192             | 224             | 66            | 051           | 029           |
| Produktion                   | 4               | 010             | 005             | 12            | 016           | 011           |
| Dienstleistung               | 63              | 055             | 042             | 205           | 105           | 105           |

1) Betriebe mit Fläche in den Jahren 2010 und 1999

### Fremdenverkehr
Die Gemeinde zählt jährlich rund 25.000 Übernachtungen mit zwei Saisonen, wobei die Sommersaison stärker als die Wintersaison ist.

### Verkehr
- Eisenbahn: Die Haltestelle Sankt Stefan-Vorderberg bietet auf der Gailtalbahn stündliche Schnellbahnverbindungen nach Hermagor und Villach (Stand 2021).[10]
- Straße: Die wichtigste Straßenverbindung ist die Gailtal Straße B 111.
- Rad: Der Radweg R3 verläuft entlang der Gail.[11]

## Politik
| Der Gemeinderat von St. Stefan hat 15 Mitglieder. Nach den Gemeinderatswahlen hatte er folgende Zusammensetzungen: - 2003: 10 SPÖ, 4 ÖVP, 1 FPÖ - 2009: 9 SPÖ, 3 ÖVP, 3 BZÖ - 2015: 9 SPÖ, 4 ÖVP, 2 FPÖ Seit der Gemeinderatswahl 2021 hat er folgende Zusammensetzung: 6 SPÖ, 8 ÖVP, 1 FPÖ | Die zur Anzeige dieser Grafik verwendete Erweiterung wurde dauerhaft deaktiviert. Wir arbeiten aktuell daran, diese und weitere betroffene Grafiken auf ein neues Format umzustellen. (Mehr dazu) |

### Bürgermeister
Nach dem Rücktritt von Hans Ferlitsch, ist seit der Bürgermeisternachwahl vom 1. Oktober 2017 Ronny Rull (ÖVP) der gewählte (und 2021 wiedergewählte) Bürgermeister der Gemeinde.

### Wappen
Im Wappen der Gemeinde symbolisiert der silberne Schildfuß die Gail, das silberne Pferd steht für die traditionell betriebene Pferdezucht und die daraus als Nebenerwerb resultierende Säumerei sowie das Kufenstechen, und die drei silbernen Felsbrocken sind das Attribut des Erzmärtyrers Stephanus, der um 36/40 vor Jerusalem durch Steinigung hingerichtet wurde.
Wappen und Fahne wurden der Gemeinde am 1. März 1993 verliehen, die amtliche Blasonierung lautet:
„Über silbernem Wellenschildfuß schräglinks geteilt; vorne in Rot wachsend ein silbernes Pferd, hinten in Grün 3 (1:2) silberne Felsbrocken.“ Korrekterweise müsste es heißen: oben in Rot wachsend ein silbernes Pferd, unten in Grün 3 (1:2) silberne Felsbrocken, da „vorne“ und „hinten“ nicht bei Schildteilungen, sondern nur bei Schildspaltungen Anwendung finden. Die Fahne ist Rot-Grün mit eingearbeitetem Wappen.

### Partnerschaften
- Colditz, Sachsen (beendet)[18]

## Persönlichkeiten

### Söhne und Töchter der Gemeinde
- Urban Jarnik, 1784 in Bach geboren, Priester, Dichter, Sprachforscher, starb 1844 in Moosburg
- Hans Ferlitsch (1890–1968), Landesrat 1934–1937 und 1945–1960
- Rudolf Blüml (1898–1966), Dompropst und Kleriker, Mitarbeiter von Bundeskanzler Seipel, Abgeordneter zum Kärnt. Landtag, Begründer der slow. Caritas in Kärnten, Begründer des Exerzitienhauses Tainach (heute Bildungshaus Sodalitas), wurde in Karnitzen bei St. Paul geboren
- Cornelius Kolig (* 1942 in Vorderberg – 2022), Künstler
- Hans Ferlitsch (* 1946), Landesbeamter und Politiker (SPÖ)
- Cordula Frieser (* 1950 in Vorderberg – 2017), Politikerin (ÖVP) und Abgeordnete zum Nationalrat

### Mit der Gemeinde verbundene Persönlichkeiten
- Hans Schumi (1933–2017), Politiker (ÖVP)